# Kolerija
Kolerija (lat. Kohleria), biljni rod iz porodice gesnerijevki sa dvadesetak vrsta trajnica rasprostranjenih po Americi od Meksika do Perua  Dio je podtribusa Gloxiniinae.

## Etimologija
Rod je dobio ime po Michaelu Kohleru, nastavniku prirodoslovlja u Zürichu u Švicarskoj.

## Opis roda
To su kopnene, višegodišnje biljke ili polugrmovi s ljuskastim rizomima. Stabljika je obično uspravna, ponekad polegla. Listovi nasuprotni ili u pršljenovima po 3-4, ± izofilni, dlakavi. Cvatovi iz pazušaca listova ili brakteja. Čašičasti listići uspravni ili savijeni, jednaki ili duži od cvjetne cijevi. Vjenčić ponešto zigomorfan, crven ili zelenkast; cijev obično nešto napuhnuta ili ventrikozna ili zvonasta iznad uske baze, izvana dlakava. Prašnika 4, priraslih uz bazu cjevčice vjenčića; prašnici u početku povezani, kasnije često postanu slobodni. Plod suha čahura, rastavljena u 2 zaliska, na vrhu stožasta ili rostratna. Broj kromosoma: 2n = 26.

## Vrste
1. Kohleria affinis (Fritsch) Roalson & Boggan
2. Kohleria allenii Standl. & L. O. Williams
3. Kohleria amabilis (Planch. & Linden) Fritsch
4. Kohleria andina (Fritsch) J. L. Clark & Jost
5. Kohleria bella C. V. Morton
6. Kohleria diastemoides L. P. Kvist & L. E. Skog
7. Kohleria grandiflora L. P. Kvist & L. E. Skog
8. Kohleria hirsuta (Kunth) Regel
9. Kohleria hondensis (Kunth) Regel
10. Kohleria huilensis Arango-Gómez, Clavijo & Zuluaga
11. Kohleria hypertrichosa J. L. Clark & L. E. Skog
12. Kohleria inaequalis (Benth.) Wiehler
13. Kohleria longicalyx L. P. Kvist & L. E. Skog
14. Kohleria maculata C. V. Morton
15. Kohleria neglecta L. P. Kvist & L. E. Skog
16. Kohleria peruviana Fritsch
17. Kohleria rugata (Scheidw.) L. P. Kvist & L. E. Skog
18. Kohleria spicata (Kunth) Oerst.
19. Kohleria stuebeliana Fritsch
20. Kohleria tigridia (Ohlend.) Roalson & Boggan
21. Kohleria trianae (Regel) Hanst.
22. Kohleria tubiflora (Cav.) Hanst.
23. Kohleria villosa (Fritsch) Wiehler
24. Kohleria warszewiczii (Regel) Hanst.